# Волицька сільська рада (Теофіпольський район)
Волицька сільська́ ра́да — колишня адміністративно-територіальна одиниця та орган місцевого самоврядування в Теофіпольському районі Хмельницької області. Адміністративний центр — село Волиця.

## Загальні відомості
Волицька сільська рада утворена в 1991 році.
- Територія ради: 25,643 км²
- Населення ради: 831 особа (станом на 2001 рік)

## Населені пункти
Сільській раді були підпорядковані населені пункти:
- с. Волиця

## Склад ради
Рада складалася з 16 депутатів та голови.
- Голова ради: Семенюк Дмитро Іванович
- Секретар ради: Дробик Світлана Василівна

### Керівний склад попередніх скликань
| Прізвище, ім'я, по батькові        | Основні відомості                                                                                  | Дата обрання | Дата звільнення |
| ---------------------------------- | -------------------------------------------------------------------------------------------------- | ------------ | --------------- |
| Степанишин В'ячеслав Володимирович | Сільський голова, 1967 року народження, член Всеукраїнського об'єднання «Батьківщина»              | 26.03.2006   | 31.10.2010      |
| Семенюк Дмитро Іванович            | Сільський голова, 1971 року народження, освіта вища, член Всеукраїнського об'єднання «Батьківщина» | 31.10.2010   |                 |
| Гуральник Василь                   | |              |                 |

Примітка: таблиця складена за даними сайту Верховної Ради України

### Депутати
За результатами місцевих виборів 2010 року депутатами ради стали:

#### За суб'єктами висування
| Суб'єкт висування | Кількість обраних депутатів | %   |
| ----------------- | --------------------------- | --- |
| Самовисування     | 16                          | 100 |

#### За округами
| № округу | Прізвище, ім'я, по батькові     | Дата визнання обраним | Освіта             | Партійна приналежність                        | Відомості про обраного депутата                    |
| -------- | ------------------------------- | --------------------- | ------------------ | --------------------------------------------- | -------------------------------------------------- |
| 1        | Кратасюк Леонід Васильович      | 01.11.2010            | середня спеціальна | член Всеукраїнського об'єднання «Батьківщина» | ТзОВ «Волиця», бригадир тракторної бригади         |
| 2        | Поліщук Володимир Антонович     | 01.11.2010            | вища               | позапартійний                                 | пенсіонер                                          |
| 3        | Яковлєва Наталія Василівна      | 01.11.2010            | середня спеціальна | позапартійна                                  | тимчасово не працює                                |
| 4        | Чапуріна Надія Василівна        | 01.11.2010            | середня спеціальна | член Всеукраїнського об'єднання «Батьківщина» | фельдшерсько-акушерський пункт с. Волиця, фельдшер |
| 5        | Захарчук Олена Дмитрівна        | 01.11.2010            | вища               | позапартійна                                  | ТзОВ «Волиця», бухгалтер                           |
| 6        | Коцюб'юк Світлана В'ячеславівна | 01.11.2010            | середня спеціальна | член Всеукраїнського об'єднання «Батьківщина» | Волицька загальноосвітня школа І-ІІ ст., вчитель   |
| 7        | Кондратюк Наталія Юріївна       | 01.11.2010            | середня спеціальна | член Всеукраїнського об'єднання «Батьківщина» | ТзОВ «Волиця», головний ветлікар                   |
| 8        | Григор'єва Майя Сергіївна       | 01.11.2010            | середня спеціальна | позапартійна                                  | дитячий садочок «Дзвіночок» с. Волиця, вихователь  |
| 9        | Семенюк Ніна Михайлівна         | 01.11.2010            | середня спеціальна | позапартійна                                  | ТзОВ «Волиця», комірник                            |
| 10       | Дробик Світлана Василівна       | 01.11.2010            | середня спеціальна | член Всеукраїнського об'єднання «Батьківщина» | Волицька сільська рада, секретар                   |
| 11       | Кондратюк Наталія Володимирівна | 01.11.2010            | середня спеціальна | член Всеукраїнського об'єднання «Батьківщина» | ТзОВ «Волиця», бухгалтер                           |
| 12       | Семенюк Анжела Святославівна    | 01.11.2010            | вища               | член Всеукраїнського об'єднання «Батьківщина» | ТзОВ «Волиця», завідувачка кадрів                  |
| 13       | Томашенко Наталія Олександрівна | 01.11.2010            | вища               | член Партії регіонів                          | ТзОВ «Волиця», головний бухгалтер                  |
| 14       | Романюк Лідія Сергіївна         | 01.11.2010            | вища               | позапартійна                                  | пенсіонер                                          |
| 15       | Романюк Юлія Миколаївна         | 01.11.2010            | вища               | член Всеукраїнського об'єднання «Батьківщина» | Волицька загальноосвітня школа, директор           |
| 16       | Романюк Ніна Олександрівна      | 01.11.2010            | вища               | член Всеукраїнського об'єднання «Батьківщина» | Волицька загальноосвітня школа, вчитель            |